# Frank O'Hara
Francis Russell O'Hara (Baltimore, 27 de marzo de 1926-Long Island, 25 de julio de 1966) fue un poeta, músico, dramaturgo, crítico de arte estadounidense que, junto con John Ashbery, James Schuyler, Barbara Guest y Kenneth Koch, fue miembro clave de la primera promoción de la Escuela de Nueva York.

## Vida
Era hijo de Russell Joseph O'Hara y de Katherine Broderick, concebido fuera del matrimonio, algo que sus padres le ocultaron al decirle que vino al mundo en una fecha distinta a la oficial. Nació en Baltimore y creció en Grafton (Massachusetts). Estudió en Worcester y más tarde (entre 1941 y 1944) piano en el Conservatorio Nueva Inglaterra de Boston; sirvió en la campaña del Pacífico de la II Guerra Mundial y en Japón como técnico de sónar y radar de un destructor.
Fue a la Universidad de Harvard gracias a las becas que se daban a los veteranos de guerra. Allí compartió habitación con el artista y escritor Edward Gorey. Aunque estudiaba música, asistía poco a clase porque prefería ir a los cursos de filosofía y teología. Además de componer, escribía compulsivamente poesía en este periodo. O'Hara absorbió el arte visual y la música contemporánea, que influyeron fuertemente su escritura, y nunca abandonó la música, que fue su primer amor (fue un gran intérprete de piano). Sus poetas favoritos fueron Arthur Rimbaud, Stéphane Mallarmé, Boris Pasternak y Vladimir Mayakovsky. En Harvard conoció al poeta John Ashbery y comenzó a publicar poemas en el Harvard Advocate. A pesar de su afición a la música, cambió su licenciatura y recibió el grado en inglés en 1950. En 1951, se licenció en literatura inglesa por la Universidad de Míchigan en Ann Arbor. En otoño se mudó a un apartamento en Nueva York con Joe LeSueur, compañero de cuarto y amante durante once años. Empezó a trabajar como profesor en The New School, pero permaneció vinculado al mundo del arte trabajando como crítico en Art News; es más, en 1960 fue conservador de pintura y escultura en el Museum of Modern Art de Nueva York, organizando numerosas exposiciones y actividades. Viajó por Francia, Italia y España y trabajó también como creativo publicitario. Entre sus amigos estuvieron los artistas Willem de Kooning, Norman Bluhm, Larry Rivers y Joan Mitchell. Murió a los cuarenta años, de un golpe producido por un arenero en la playa de Fire Island, el 24 de julio de 1966, y sus cenizas yacen en el Green River Cemetery de Long Island. Dejó mucha poesía inédita, que fue impresa póstumamente bajo el título The Collected Works of Frank O'Hara. Esta obra obtuvo el premio nacional (National Book Award) de 1972 en la modalidad de lírica.

## Poesía
Cofundó la llamada Escuela de Nueva York junto con J. Ashbery y Kenneth Koch, cuyo propósito era reunir o unificar teatro, poesía, pintura y música y en la que los artistas buscaban una temática y lenguaje comunes; en efecto, parte de su poesía se publicó en colaboración con artistas plásticos; por ejemplo, Odes (1960) lleva serigrafías de Michael Goldberg. En su poesía es elemento esencial Nueva York y la relación del poeta con la ciudad. Es generalmente autobiográfica, y muchas de sus piezas están fundadas en observaciones sobre los momentos cotidianos en que era feliz:
Lo que me está sucediendo, permitiendo mentiras y exageraciones que trato de evitar, entra en mis poemas. No creo que mis experiencias sean aclaradas o hechas hermosas para mí o cualquier otra persona: están allí de cualquier forma que pueda encontrarlas.
En 1959 escribió un manifiesto (originalmente publicado en Yugen en 1961) titulado Personism: A Manifesto. En él explaya su posición sobre la estructura formal. "No me gusta el ritmo, la asonancia, todo eso... Hay que seguir el impulso". Este es un extracto de su manifiesto:
Todo está en el poema; pero, a riesgo de sonar como el Allen Ginsberg del pobre millonario, te escribo porque acabo de escuchar que uno de mis colegas poetas piensa que, si un poema mío no se entiende a la primera lectura, es porque yo también estaba confundido. ¡Vamos, yo no creo en Dios, así que no tengo por qué elaborar estructuras tan sólidas! Detesto a Vachel Lindsay, siempre lo detesté; ni siquiera me gustan el ritmo, la asonancia, todas esas cosas. Hay que seguir el impulso. Si alguien te persigue por la calle con un cuchillo, sales corriendo, no te das vuelta a gritarle “¡Date por vencido: fui estrella de atletismo en el colegio de Mineola!”. Eso, en cuanto a escribir poemas. [...] Hay que aprovechar las oportunidades y tratar de evitar ser lógico. El dolor siempre produce lógica, y eso es muy malo para ti. Y no digo que yo no tenga prácticamente las ideas más elevadas de los que escriben en la actualidad; pero, ¿qué diferencia hay? Son nada más que ideas. Lo único bueno es que, cuando me elevo lo suficiente, es que paré de pensar, y ahí es cuando llega el refrigerio. Y, ¿Cómo te va a importar si alguien entiende o si sabe lo que significa o si los hace mejores? Mejores ¿para qué? ¿Para la muerte? ¿Por qué apurarlos? Muchos poetas son como una madre mayor tratando de hacer comer a los hijos un montón de carne asada y patatas con salsa (de lágrimas). A mí me importa un carajo si comen o no. [...] Nadie tendría que experimentar nada que no necesite; si no necesitan poesía, mejor para ellos: a mí también me gustan las películas. Después de todo, entre los poetas norteamericanos, solamente Whitman, Crane y Williams son mejores que las películas. En cuanto a la métrica y demás cuestiones técnicas, no se precisa más que sentido común: si vas a comprarte un pantalón, quieres que sea tan ajustado como para que todos quieran acostarse contigo. No hay nada metafísico en eso [...]. La abstracción en la poesía, lo que Allen comentaba recientemente en "IT IS", es un misterio. Pienso que aparece, sobre todo, en esos detalles insignificantes en los que es preciso decidir. La abstracción (en poesía, no en pintura) supone la eliminación personal del poeta. Por ejemplo, la decisión que implica elegir entre “la nostalgia del infinito” y “la nostalgia por el infinito” define una actitud hacia el grado de abstracción en el que la nostalgia del infinito representa el grado máximo de abstracción, eliminación y potencial negativo (como en Keats y Mallarmé). El personismo, un movimiento que acabo de fundar y que todavía no conoce nadie, me interesa muchísimo porque es tan totalmente opuesto a este tipo de eliminación abstracta que, por primera vez en la historia de la poesía, se está al borde de la verdadera abstracción. El personismo es a Wallace Stevens lo que la poésie pure fue a Béranger. No tiene nada que ver con la filosofía, es arte puro. No tiene nada que ver con la personalidad ni con la intimidad, ¡ni de lejos! Pero para darte una vaga idea, uno de sus aspectos mínimos es que se dirige a una persona (fuera del poeta mismo), así evoca los distintos matices del amor sin destruir su vulgaridad vivificante, y mantiene los sentimientos del poeta hacia el poema mientras impide que el amor lo distraiga con el sentimiento por la persona. Eso es parte del personismo. Fue fundado por mí después de almorzar con LeRoi Jones, el 27 de agosto de 1959, un día en el que estaba enamorado de alguien (no Roi, dicho sea de paso, un rubio). Volví a trabajar y escribí un poema para esa persona. Mientras lo estaba escribiendo me daba cuenta de que si quería podía usar el teléfono en vez de escribir un poema, y así nació el personismo. Es un movimiento muy emocionante que sin duda tendrá montones de adherentes. Pone al poema exactamente entre el poeta y la persona, al estilo Lucky Pierre, y, en consecuencia, el poema queda satisfecho. Por fin está entre dos personas en vez de estar entre dos páginas. [...] Confieso que puede ser la muerte de la literatura tal como la conocemos. Aunque tengo algún remordimiento, me alegra haber llegado ahí antes que Alain Robbe-Grillet. Al ser más rápida y certera que la prosa, es justo que sea la poesía la que liquide a la literatura. Por un tiempo la gente pensó que Artaud lo iba a conseguir, pero hoy en día, por toda su magnificencia, sus escritos polémicos no están más afuera de la literatura que Bear Mountain del estado de Nueva York. (Frank O'Hara, "'El personismo: un manifesto", en Yugen núm. 7, 1961).
Su poesía sufre el influjo del Expresionismo abstracto, el Surrealismo, la poesía rusa y de poetas asociados con el Simbolismo francés. Su poesía condensa experiencia personal a la manera de la pintura por entonces de Pollock, Kline y de Kooning o del imaginativo realismo de pintores como Jane Freilicher y Larry Rivers. Su interdiscursividad con la pintura se demuestra en poemas como Why I am Not A Painter. Usa el registro cotidiano, pero a veces también la parodia periodística, la intertextualidad y la imaginería surrealista: refleja su mundo personal ligado a muy diversos campos artísticos (cine, música, pintura...) y así sus poemas están llenos de nombres propios y de referencias a personas, lugares y cosas cercanas a esos mundo.

## Teatro
Fue comediógrafo en el Poets Theatre de Cambridge y representó varias piezas en teatros de vanguardia, entre ellas, su drama en verso The house at fallen hanging, estrenada por el Living Theatre en 1956.

## Frank O'Hara y España
En 1960 organizó una exposición de pintura y escultura moderna en el MoMA: New Spanish painting and sculpture (New York: The Museum of Modern Art, 1960) y publicó en ese mismo año una pieza teatral de asunto español, Awake in Spain (1960), con 84 personajes cada uno de los cuales posee una línea en la obra. La acción gira en tomo a la restauración de la monarquía española. La última obra de O'Hara fue "Little Elegy for Antonio Machado".

## Obras

### En vida
- A City Winter and Other Poems. Two Drawings by Larry Rivers. (New York: Tibor de Nagy Gallery Editions, 1951 [sic, i.e. 1952])
- Oranges: 12 pastorals. (New York: Tibor de Nagy Gallery Editions, 1953; New York: Angel Hair Books, 1969)
- Meditations in an Emergency. (Meditaciones en una situación de emergencia, New York: Grove Press, 1957; 1967)
- Second Avenue. Cover drawing by Larry Rivers. (New York: Totem Press in Association with Corinth Books, 1960)
- Odes. Prints by Michael Goldberg. (New York: Tiber Press, 1960)
- Lunch Poems. (Poemas a la hora de comer, San Francisco, CA: City Lights Books, The Pocket Poets Series (No. 19), 1964). Versión en español bilingüe: Ediciones DVD, 1997.
- Love Poems (Poemas de amor). (New York: Tibor de Nagy Gallery Editions, 1965)

### Póstumas
- In Memory of My Feelings, commemorative volume illustrated by 30 U.S. artists and edited by Bill Berkson (New York: The Museum of Modern Art, 1967)
- The Collected Poems of Frank O'Hara. edited by Donald Allen with an introduction by John Ashbery (1st ed. New York: Knopf, 1971; Berkeley: University of California Press, 1995)
- The Selected Poems of Frank O'Hara. edited by Donald Allen (New York: Knopf, 1974; Vintage Books, 1974)
- Standing Still and Walking in New York. edited by Donald Allen (Bolinas, Calif: Grey Fox Press; Berkeley, Calif: distributed by Bookpeople, 1975)
- Early Writing. edited by Donald Allen (Bolinas, Calif: Grey Fox; Berkeley: distributed by Bookpeople, 1977)
- Poems Retrieved. edited by Donald Allen (Bolinas, Calif: Grey Fox Press; Berkeley, Calif: distributed by Bookpeople, 1977)
- Selected Plays. edited by Ron Padgett, Joan Simon, and Anne Waldman (1st ed. New York: Full Court Press, 1978)
- Amorous Nightmares of Delay: Selected Plays. (Baltimore, MD: Johns Hopkins University Press, 1997)
- Selected Poems, edited by Mark Ford (New York: Knopf, 2008)

### Teatro
- The house at fallen hanging (1956).
- Awake in Spain (1960).

### Ensayo
- Jackson Pollock (1959)
- Robert Motherwell (1965)
- Estando quieto y caminando por Nueva York (1975), póstuma.